# Nikita Aleksandrov
Nikita Igorevitj Aleksandrov, ryska: Никита Игоревич Александров, född 16 september 2000, är en tyskfödd rysk professionell ishockeyforward som är kontrakterad till St. Louis Blues i National Hockey League (NHL) och spelar för Springfield Thunderbirds i American Hockey League (AHL).
Han har tidigare spelat för Kookoo i Liiga; Utica Comets i AHL samt Charlottetown Islanders i Ligue de hockey junior majeur du Québec (LHJMQ).
Aleksandrov draftades av St. Louis Blues i andra rundan i 2019 års draft som 62:a spelare totalt.
Han är son till Igor Aleksandrov som spelade som proffs i Sovjetunionen, Ryssland, USA, Tyskland och Norge under sin ishockeykarriär.

## Statistik
| 2016–2017    | Iserlohner EC            | DNL          | 36  | 32 | 29 | 61  | 30  | 4  | 2  | 3  | 5  | 54 |
| 2017–2018    | Charlottetown Islanders  | LHJMQ        | 66  | 13 | 18 | 31  | 22  | 18 | 7  | 10 | 17 | 8  |
| 2018–2019    | Charlottetown Islanders  | LHJMQ        | 64  | 27 | 34 | 61  | 36  | 6  | 4  | 3  | 7  | 0  |
| 2019–2020    | Charlottetown Islanders  | LHJMQ        | 42  | 23 | 31 | 54  | 42  | —  | —  | —  | —  | —  |
| 2020–2021    | Kookoo                   | Liiga        | 28  | 3  | 6  | 9   | 14  | 2  | 0  | 0  | 0  | 0  |
|              | Utica Comets             | AHL          | 7   | 3  | 2  | 5   | 0   | —  | —  | —  | —  | —  |
| 2021–2022    | Springfield Thunderbirds | AHL          | 67  | 12 | 18 | 30  | 26  | 18 | 2  | 6  | 8  | 8  |
| 2022–2023    | St. Louis Blues          | NHL          | 1   | 0  | 0  | 0   | 0   | —  | —  | —  | —  | —  |
|              | Springfield Thunderbirds | AHL          | 9   | 4  | 4  | 8   | 4   | —  | —  | —  | —  | —  |
| NHL totalt   | NHL totalt               | NHL totalt   | 1   | 0  | 0  | 0   | 0   | —  | —  | —  | —  | —  |
| AHL totalt   | AHL totalt               | AHL totalt   | 83  | 19 | 24 | 43  | 30  | 18 | 2  | 6  | 8  | 8  |
| LHJMQ totalt | LHJMQ totalt             | LHJMQ totalt | 172 | 63 | 83 | 146 | 100 | 24 | 11 | 13 | 24 | 8  |

### Internationellt
| Källa: Uppdaterad: 2022-11-11 | Källa: Uppdaterad: 2022-11-11 | Källa: Uppdaterad: 2022-11-11 |         | Utv = Utvisningsminuter | Utv = Utvisningsminuter | Utv = Utvisningsminuter | Utv = Utvisningsminuter | Utv = Utvisningsminuter |
| År                            | Lag                           | Mästerskap                    | Matcher | Mål                     | Assists                 | Poäng                   | Utv                     |                         |
| ----------------------------- | ----------------------------- | ----------------------------- | ------- | ----------------------- | ----------------------- | ----------------------- | ----------------------- | ----------------------- |
| 2020                          | Ryssland                      | JVM                           | 7       | 2                       | 6                       | 8                       | 4                       |                         |
| Junior totalt                 | Junior totalt                 | Junior totalt                 | 7       | 2                       | 6                       | 8                       | 4                       |                         |